# Вулиця Михайла Старицького (Рівне)

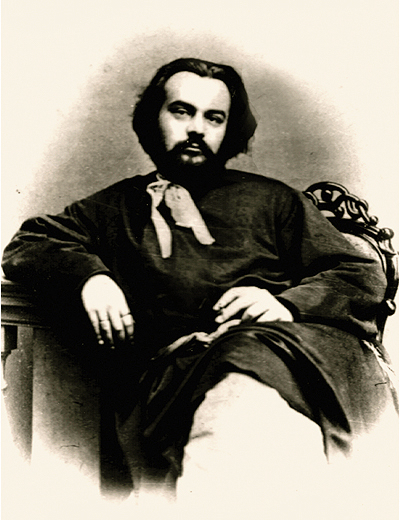
Михайло Старицький

Михайла Старицького - одна з вулиць у м. Рівному, названа на честь відомого українського поета, драматурга, прозаїка, культурно-громадського діяча Михайла Петровича Старицького. До 1993 року носила назву Василя Андрійовича Бегми - радянського партійного і державного діяча, генерал-майора, одноко із керівників партизанського руху в Україні під час другої світової війни.
Як дістатися транспортом з центру міста? Маршрутне таксі №35-А,34,39,65,51. Тролейбус №1, №10.
Будинки: 1, 3, 11, 17, 7, 19, 26-28, 30, 31, 33, 34, 35а, 36-45, 47, 47а, 48, 50-55, 57-62, 64,65-77, 48, 54, 23, 25, 29, 35, 49, 40а, 32, 45, 37а, 21, 21а, 50а, 19а, 17а
Поштовий інднкс: 33024